# Международное агентство экуменических новостей
Международное агентство экуменических новостей (англ. Ecumenical News International, ENI) — информационное агентство новостей о событиях в области экуменизма.

## Концепция
Агентство работало как независимая глобальная служба новостей, сообщающая об экуменических событиях и новостях церквей, а также предлагающая религиозную точку зрения на события во всем мире.

## История
Агентство было основано в 1994 году, спонсировалось Всемирным советом церквей, Всемирной лютеранской федерацией, Всемирным сообществом реформатских церквей и Конференцией европейских церквей. Агентство базировалось в Экуменическом центре в Женеве, Швейцария, который также является штаб-квартирой ряда протестантских и экуменических организаций.
Служба имела около 500 подписчиков и поддерживала соглашения о совместной публикации с новостными агентствами: Служба религиозных новостей, англ. Latin American and Caribbean Communication Agency, англ. Episcopal News Service. Материалы агентства переводились на французский язык компанией Protestinfo, базирующейся в Лозанне, Швейцария. Сокращения финансирования агентства начались в 2010 году. В 2011 году оно претерпело реструктуризацию в связи с уменьшением бюджета, но продолжало работу и передало 721 новостной сюжет. В 2011 году новым выпускающим редактором агентства стала Соланж Де Сантис, которая базировалась в Нью-Йорке.

## Закрытие
В августе 2012 года главный спонсор агентства Всемирный совет церквей объявил об урезании бюджета, но призвал агентство продолжать работу. 1 октября 2012 агентство объявило, что его деятельность приостанавливается, поскольку требуется экстренное финансирование для работы до конца 2012 года. Дэвид Харрис, президент агентства и издатель Presbyterian Record, выразил сожаление о том, что агентство ощущает на себе последствия глубоких сокращений со стороны своих исторических сторонников, а также неплатежей большого числа подписчиков. Финансирование от четырёх спонсоров, основавших агентство, сократилось с почти 700 000 долларов США в 2010 году до менее чем 200 000 долларов США в 2012 году. Работа агентства была остановлена, а сайт закрыт.